# Tenor

Tenorens ungefärliga röstomfång med lägsta och högsta ton i notskrift (vänster) samt på ett piano i grönt (höger).

Tenor (från latinets: 'tenor', uttalas med o- eller å-ljud, av tenere – att bära) är en stämma  inom solosång och körsång. Tenor är den högsta herrstämman (om man bortser från kontratenor och sopranist), och motsvarar ett tonomfång mellan c i lilla oktaven och ettstrukna a, möjligen upp till tvåstrukna c (höga c) (en tenore di grazia kan ha ett omfång ända upp till tvåstrukna f, och en heldentenors omfång kan gå ända ned till ass i stora oktaven. Om termens ursprung, se cantus firmus.
Tenor kan också stå för ett musikinstrument med ungefär samma omfång som tenorrösten, till exempel tenorbasun eller tenorsaxofon.

## Historia
Historiskt har tenoren genom tiderna utvecklats från en mer barytonfärgad klang under 1600-talet, hos till exempel Monteverdi, först troligen även med falsettklang. Under första halvan av 1800-talet började tenorerna sjunga även de högsta partierna i bröstregistret (tenore rubusto), vilket senare hos till exempel Verdi och Wagner utvecklades till dramatisk tenor och hjältetenor.

## Tenortyper
Den klassiskt skolade tenorrösten kan beskrivas efter vilken typ av arior eller sånger som rösten passar bäst till (enligt gängse estetiska och framför allt traditionsbundna normer). Så kan man på italienska tala om 
tenore leggero (exempelvis Nemorino i Donizettis ”L’elisir d’amore”) tenore di grazia, tenore lirico (lyrisk tenor, exempelvis Faust i Gounods ”Faust”)
tenore lirico spinto (exempelvis Pinkerton i Puccinis ”Madama Butterfly”), tenore robusto, tenore drammatico (dramatisk tenor eller hjältetenor - exempelvis Calaf i Puccinis ”Turandot”, på tyska Heldentenor - exempelvis Siegmund i Wagners ”Die Walküre”) och så vidare.

### Exempel
Tenore leggero: Juan Diego Florez, Tenore lirico: Luciano Pavarotti, Tenore lirico spinto: Jussi Björling, Tenore spinto: Placido Domingo, Tenore drammatico: Mario del Monaco, Heldentenor: Max Lorenz

## Kända klassiska tenorer
- Luigi Alva
- Johann van Beethoven (Far till Ludwig van Beethoven)
- Jussi Björling
- Andrea Bocelli
- José Carreras
- Enrico Caruso
- Beniamino Gigli
- Franco Corelli
- Plácido Domingo
- Pentti Hietanen
- Fritz Wunderlich
- Lauritz Melchior
- Domenico Donzelli
- Nicolai Gedda
- Peter Schreier
- Tito Schipa
- Sergej Lemeshev
- Giuseppe Giacomini
- Per Grundén
- Julius Günther
- Erland Hagegård
- Jonas Kaufmann
- James King
- Alfredo Kraus
- Anthony Rolfe Johnson
- Peter Pears
- Wolfgang Windgassen
- Juan Diego Flórez
- John McCormack
- Carlo Bergonzi
- Mario del Monaco
- Luciano Pavarotti
- Giovanni Battista Rubini
- Jon Vickers
- Gösta Winbergh
- Franco Bonisolli
- Gregory Kunde
- Saimir Pirgu
- Mario Lanza
- Richard Tucker
- Javier Camarena
- Sven Erik Vikström
- Rolando Villazón
- James McCracken
- Jaume Aragall

## Kända tenorer inom andra genrer
- Knut Agnred
- Nils Börge Gårdh
- Per Hellqvist
- Gustav Honk
- Isak Johansson
- David Phelps
- Robert Plant
- Paul Potts
- Magnus Rudbeck
- Andreas Weise
- Einar Wærmö